# Księżomierz (gmina)
Księżomierz – dawna gmina wiejska istniejąca do 1868 roku w guberni lubelskiej. Siedzibą władz gminy była Księżomierz.
Za Królestwa Polskiego gmina Księżomierz należała do powiatu janowskiego w guberni lubelskiej.
Gminę zniesiono w 1868 roku, a Księżomierz znalazła się w gminie Gościeradów.